# Ron Botchan

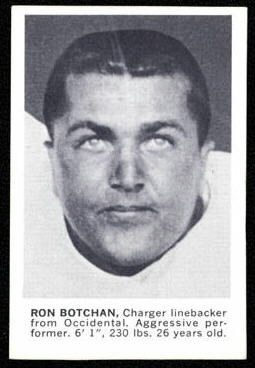
Ron Botchan (1961)

Ron Botchan (* 15. Februar 1935 in Brooklyn, New York; † 28. Januar 2021 in Kalifornien) war ein US-amerikanischer American-Football-Spieler auf der Position des Linebackers und späterer NFL-Schiedsrichter.

## Karriere

### Spieler
Seine professionelle Footballkarriere begann er im Jahr 1960 bei den Los Angeles Chargers und spielte später bei den Houston Oilers in der American Football League, mit denen er in der Saison 1961 AFL Champion wurde. Aufgrund einer Knieverletzung musste er vor der Saison 1962 seine aktive Spielerkarriere beenden.

### Schiedsrichter

#### College Football
Vor dem Einstieg in die NFL arbeitete er als Schiedsrichter im College Football in der Pac-10 Conference.

#### National Football League
Botchan begann im Jahr 1980 seine NFL-Laufbahn als Line Judge. Zur Saison 1981 wechselte er auf die Position des Umpires.
Er war bei insgesamt fünf Super Bowls im Einsatz: Beim Super Bowl XX im Jahr 1986 war er in der Crew unter der Leitung von Hauptschiedsrichter Red Cashion. Beim Super Bowl XXVII im Jahr 1993 unter der Leitung von Dick Hantak. Im Super Bowl XXIX im Jahr 1995 unter der Leitung von Jerry Markbreit. Im Super Bowl XXXI im Jahr 1997 in der Crew unter der Leitung von Gerald Austin und im Super Bowl XXXIV im Jahr 2000 unter der Leitung von Hauptschiedsrichter Bob McElwee.
Zum Ende der Saison 2001 trat er als Schiedsrichter zurück.
Er trug die Uniform mit der Nummer 110, außer in seinem ersten Jahr, in denen er die positionsbezogene Nummer 12 und in der Saison 1981 in dem er die Nummer 22 zugeteilt bekam.
Botchan wurde im Jahr 2018 mit dem Art McNally Award und im Jahr 2019 mit dem NFLRA Honoree Award ausgezeichnet.